# Psyllobora vigintiduopunctata
Psyllobora vigintiduopunctata (adesea abreviată Psyllobora 22-punctata), buburuza cu 22 de puncte, este o buburuză de 3-5 mm lungime comună în Europa.  Spre deosebire de multe alte buburuze, care se hrănesc cu afide, P. 22-punctata mănâncă mucegai 
Denumirea finlandeză a acestei specii, 22-pistepirkko, este originea denumirii unei formații populare.

## Note

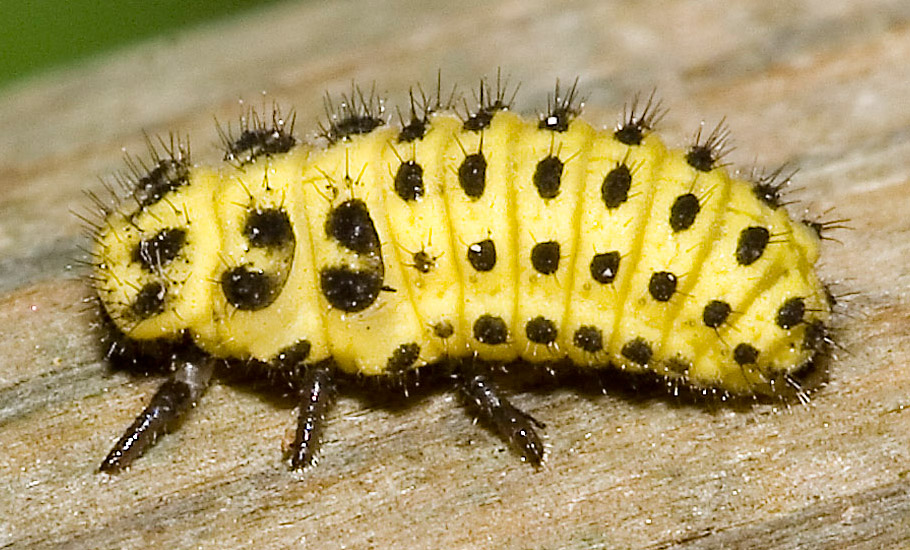
larva